# Donau-Moldau-Bahn
Als Donau-Moldau-Bahn (DMB) wurde eine Initiative ostbayerischer Städte und Gemeinden sowie des Freistaates Bayern und Tschechiens bezeichnet, welche eine Eisenbahn-Schnellfahrstrecke von München über Regensburg und Pilsen nach Prag forderten. Das Vorhaben war deshalb auch Teil des Koalitionsvertrages der Bayerischen Staatsregierung vom 24. Oktober 2008 zwischen CSU und FDP. Darin enthalten ist auch die Beschleunigung der Bahnstrecke München–Regensburg als südliche Zulaufstrecke zur Donau-Moldau-Bahn.

## Heutiger Stand
Aktuell verkehren zwischen der tschechischen und der bayerischen Hauptstadt sieben Fernreisezüge am Tag. Der schnellste Zug erreicht auf dieser 439 Kilometer langen Verbindung München–Regensburg–Schwandorf–Furth im Wald-Pilsen–Prag mit einer Fahrzeit von 5:37 Stunden nur eine Reisegeschwindigkeit von 78,2 km/h. Zwei Fahrtrichtungswechsel und der nicht elektrifizierte Streckenabschnitt zwischen Regensburg und Pilsen führen zu drei Lokomotivwechseln. Eisenbahnverkehrsunternehmen für diese Züge ist in Deutschland Die Länderbahn (DLB), in Tschechien die České dráhy (ČD). In Deutschland als Regionalexpress (RE) geführt, verkehren sie in Tschechien als Expresszug (Ex).
Als Alternative zu dem langen Reisezeiten bot die Deutsche Bahn zwischenzeitlich mehrmals täglich Verbindungen mit Fernbussen von Prag nach Nürnberg und München an. Diese Fahrten waren mit knapp unter vier (nach Nürnberg) bzw. fünf Stunden (nach München) fast eine Stunde schneller als die Verbindungen per Zug.

## Planungen für eine Schnellfahrstrecke
| \| \| \| von Nürnberg Hbf \| \| \| \| 0,0 \| Regensburg Hbf \| 339 m \| \| \| \| von München Hbf \| \| \| \| \| (Bahnstrecke Regensburg–Weiden) \| \| \| \| 8,0 \| Wutzlhofen (Abzw) \| Wutzlhofen (Abzw) \| \| \| \| nach Weiden \| \| \| \| 30,6 \| Regen \| 358 m \| \| \| \| Nittenau (alt) \| \| \| \| \| nach Bodenwöhr \| \| \| \| 31,4 \| Nittenau (neu) \| 369 m \| \| \| \| von Schwandorf \| \| \| \| 46,2 \| Roding \| 368 m \| \| \| \| (Bahnstrecke Schwandorf–Furth im Wald) \| \| \| \| 77,0 \| Furth im Wald \| 404 m \| \| \| \| \| \| \| \| 80,8 \| Staatsgrenze Deutschland-Tschechien \| Staatsgrenze Deutschland-Tschechien \| \| \| \| Scheiteltunnel (3900 m, Neigung 27 ‰) \| \| \| \| \| \| \| \| \| 88,7 84,8 \| Česká Kubice \| 520 m \| \| \| \| (Bahnstrecke Plzeň–Furth im Wald) \| \| \| \| 96,0 \| Domažlice \| 425 m \| \| \| \| \| \| \| \| 114,0 \| Staňkov \| 375 m \| \| \| 128,0 \| Stod \| 360 m \| \| \| \| \| \| \| \| 148,0 \| Plzeň hl.n. \| 325 m \| \| \| \| nach Praha-Smichov \| \| \| \| \| \| \| \| Quellen: [4][5] \| \| \| \| |           |                                        |                                       |
| Strecke |           | von Nürnberg Hbf                       | von Nürnberg Hbf                      |
| Bahnhof | 0,0       | Regensburg Hbf                         | 339 m                                 |
| Abzweig geradeaus, nach rechts und von rechts |           | von München Hbf                        | von München Hbf                       |
| |           | (Bahnstrecke Regensburg–Weiden)        |                                       |
| ehemalige Blockstelle | 8,0       | Wutzlhofen (Abzw)                      | Wutzlhofen (Abzw)                     |
| Abzweig ehemals geradeaus und nach links |           | nach Weiden                            | nach Weiden                           |
| Brücke über Wasserlauf (Strecke außer Betrieb) | 30,6      | Regen                                  | 358 m                                 |
| Strecke (außer Betrieb) · Betriebs-/Güterbahnhof Streckenanfang |           | Nittenau (alt)                         | Nittenau (alt)                        |
| Abzweig geradeaus und von links (Strecke außer Betrieb) · Abzweig ehemals quer und nach links |           | nach Bodenwöhr                         | nach Bodenwöhr                        |
| Bahnhof (Strecke außer Betrieb) | 31,4      | Nittenau (neu)                         | 369 m                                 |
| Abzweig ehemals geradeaus und von links |           | von Schwandorf                         | von Schwandorf                        |
| Bahnhof | 46,2      | Roding                                 | 368 m                                 |
| |           | (Bahnstrecke Schwandorf–Furth im Wald) |                                       |
| Bahnhof | 77,0      | Furth im Wald                          | 404 m                                 |
| Strecke von links · Abzweig ehemals geradeaus und nach rechts |           |                                        |                                       |
| Grenze (Strecke außer Betrieb) | 80,8      | Staatsgrenze Deutschland-Tschechien    | Staatsgrenze Deutschland-Tschechien   |
| Tunnel (Strecke außer Betrieb) |           | Scheiteltunnel (3900 m, Neigung 27 ‰)  | Scheiteltunnel (3900 m, Neigung 27 ‰) |
| Strecke nach links · Abzweig ehemals geradeaus und von rechts |           |                                        |                                       |
| Bahnhof | 88,7 84,8 | Česká Kubice                           | 520 m                                 |
| |           | (Bahnstrecke Plzeň–Furth im Wald)      |                                       |
| Bahnhof | 96,0      | Domažlice                              | 425 m                                 |
| Abzweig ehemals geradeaus und nach links · Strecke von rechts |           |                                        |                                       |
| Bahnhof (Strecke außer Betrieb) | 114,0     | Staňkov                                | 375 m                                 |
| Bahnhof (Strecke außer Betrieb) | 128,0     | Stod                                   | 360 m                                 |
| Abzweig ehemals geradeaus und von links · Strecke nach rechts |           |                                        |                                       |
| Bahnhof | 148,0     | Plzeň hl.n.                            | 325 m                                 |
| Strecke |           | nach Praha-Smichov                     | nach Praha-Smichov                    |
| |           |                                        |                                       |
| Quellen: |           |                                        |                                       |

Die Donau-Moldau-Bahn sollte durch eine 148 Kilometer lange Neu- und Ausbaustrecke die beiden Luftlinie 124 Kilometer voneinander entfernten Großstädte Regensburg und Pilsen verbinden. Ziel dieses Projektes war es, die Großstädte München, Regensburg, Pilsen und Prag sowie die Regionalzentren Landshut und Cham im Personenfernverkehr sowie im Güter- aber auch Regionalverkehr besser miteinander zu verbinden.
Dazu sollten zwischen Regensburg-Wutzlhofen und Roding, Furth im Wald und Česká Kubice sowie zwischen Domažlice und Pilsen Neubaustrecken realisiert werden. Neben einer Beschleunigung auf eine Höchstgeschwindigkeit von bis zu 200 km/h hätte hierdurch auch der Fahrtrichtungswechsel in Schwandorf vermieden werden können sowie der kurvenreiche tschechische Abschnitt begradigt werden sollen. Die Streckenlänge sollte hierdurch zwischen Regensburg und Pilsen um 43 Kilometer verkürzt werden. Zwischen Roding und Furth im Wald sowie Česká Kubice und Domažlice sollte die bestehende Strecke zweigleisig ausgebaut werden.
Daneben sollten 105,3 Kilometer mit dem in Deutschland üblichen Stromsystem von 15 kV, 16,7 Hz (Regensburg–Furth im Wald) und 155,9 Kilometer (davon 10,5 Kilometer in Deutschland) mit dem in Tschechien üblichen Stromsystem von 25 kV, 50 Hz (Furth im Wald–Pilsen) elektrifiziert werden. Nach Fertigstellung des Projektes sollte die Fahrzeit zwischen München und Prag aufgrund der Verkürzung und Beschleunigung der Strecke und Entfall der Lokwechsel nur noch 3:38 Stunden, zwischen Regensburg und Prag 2:13 Stunden betragen. Weitere Beschleunigungen sollten Tunnelprojekte zwischen Pilsen und Prag bringen, so dass Fahrzeiten von 3:12 bzw. 1:47 Stunden möglich geworden wären. Die Gesamtkosten wurden auf 1,46 Milliarden Euro geschätzt.
Anfang April 2009 unterschrieben die Verkehrsminister Tschechiens und Bayerns, sowie die Bezirke Pilsen, Südböhmen, Oberpfalz und Niederbayern ein Memorandum zum Bau der Strecke. Das tschechische staatliche Eisenbahninfrastrukturunternehmen Správa železniční dopravní cesty (SŽDC) begann anschließend mit der Ausarbeitung einer Studie.
In die Diskussion wurde hierbei eine Elektrifizierung der 93,1 Kilometer langen Strecke Hartmannshof–Schwandorf–Roding gebracht. Hierdurch würde auch zwischen Nürnberg und Prag eine durchgängig elektrifizierte und um 26 Kilometer kürzere Alternative zur Bahnstrecke über Cheb geschaffen werden sowie eine Bündelung der Verkehre von Nürnberg und München erreicht werden.
Der Bau des 65 Kilometer langen und für 1,2 Milliarden Euro zu errichtenden tschechische Neubauabschnitts von Pilsen nach Domažlice sollte ursprünglich 2013 begonnen und 2018 fertiggestellt sein. Da auf deutscher Seite jedoch keinerlei Projektfortschritt zu erkennen war, wurde das Vorhaben auch von tschechischer Seite zunächst nicht weiter vorangetrieben. Lediglich die ohnehin notwendigen Umbauten im Knoten Pilsen wurden später umgesetzt.
Ein Gutachten bescheinigte den Planungen auf deutscher Seite ein Nutzen-Kosten-Verhältnis von 0,2 (bei Kosten von 900 Millionen Euro), womit das Projekt in dieser Form politisch nicht mehr durchsetzbar war.

## Zu realisierende Variante
Aufgrund der schlechten Wirtschaftlichkeit wurde das Projekt einer neu trassierten Hochgeschwindigkeitsstrecke auf deutschem Staatsgebiet verworfen. Lediglich eine kurze Verbindungskurve bei Schwandorf soll den dortigen Fahrtrichtungswechsel überflüssig machen. Diesen Planungen wurde Ende 2010 in einer Wirtschaftlichkeitsberechnung des Bundesverkehrsministeriums ein Nutzen-Kosten-Verhältnis von 0,9 bescheinigt. Der deutsche Abschnitt wurde mit 0,4 bewertet, der tschechische mit 3,0. Die Investitionen in Deutschland wurden mit 400 Millionen Euro beziffert.
Die Ausbaustrecke wurde zunächst nur als Potentieller Bedarf in den Bundesverkehrswegeplan 2030 aufgenommen, wobei der genaue Umfang des Projekts beim Beschluss 2016 noch nicht feststand. Mittlerweile ist die Ausbaustrecke mit einem NKV von 1,2 in den Vordringlichen Bedarf aufgestiegen. Der Abschnitt Regensburg–Schwandorf ist gleichzeitig als Bestandteil der ABS Regensburg–Hof im Vordringlichen Bedarf enthalten.
Der Freistaat Bayern stellte 2015 für Vorplanungen sechs Millionen Euro zur Verfügung, die 2017 abgeschlossen wurden. Ziel des Ausbaus soll nun eine Reisezeit zwischen München und Prag von 4:15 Stunden sein.
In Tschechien wurde im Dezember 2019 der zweigleisige Ausbau im Knoten Pilsen abgeschlossen. Bis 2030 soll die gesamte Strecke Pilsen–Domažlice zweigleisig ausgebaut und elektrifiziert sein. Vollständige Neutrassierungen zwischen Pilsen und Holýšov sowie Blížejov und Domažlice ermöglichen dann dort eine Streckengeschwindigkeit von 200 km/h.